# جين ليتل (موسيقية)
جين ليتل (بالإنجليزية: Jane Little)‏ هي موسيقية أمريكية، ولدت في 2 فبراير 1929 في أتلانتا في الولايات المتحدة، وتوفي بنفس المكان في 15 مايو 2016.